# ロックマンX8
『ロックマンX8』（ロックマンエックスエイト、ROCKMAN X8）は、2005年3月10日にカプコンから発売されたアクションゲーム。PS2版とWindows版が同日に発売された。ソースネクストバージョンは、2006年5月19日に発売。
PS2版と同時に発売となるWindows版では、高解像度グラフィックと、日本語と英語の2か国語音声を収録。さらに字幕は7か国語に対応。

## 概要
ロックマンXシリーズの第8作。ゲーム構成は前作『ロックマンX7』のような奥行きのある3Dステージなどが存在した3Dアクションはほとんど無くなり、グラフィックこそ3Dであるものの、今までの2Dアクションとなっている。ライドチェイサーを操縦するステージのみ奥行きの3D画面になる。なお、PS2版のみ、異例で北米版と欧州版が日本版より先行リリースされた。北米では2004年12月7日で、欧州では2005年2月11日で発売された。
『ロックマンX5』以降継続されていたシステムの仕様変更がされている。まず、「しゃがみ」アクション、レプリロイド救出システムは本作で廃止された。オペレーターは3人に増え、それぞれ特徴が用意されているほか、オペレーションをOFFにする事もできるようになった。ミッションリザルトは簡素化されランクに影響する項目が減り、ステージごとに評価される方式に変更された。そのランクもS・特A・A・B…のように、「ハンターランク」の設定に相応するものに変わっている。
本作では、一度クリアしたステージなら何度でもプレイでき、クリアしていないステージでもエスケープできるなど、過去作と比べて異例である。また、ステージで死亡した際に再開できる回数は予め決まっており（チップ開発で増減、難易度でも変化）、シリーズでは珍しく、残数を増やすアイテムが存在しない。前作と同じくボス戦前に会話が入るが、スキップ可能。

## ストーリー
レプリロイドのたび重なる騒乱により荒廃に歯止めがきかない地球を見限った人類は、生存の途を“宇宙”へと求めた。その計画は、軌道エレベータ・ヤコブの完成により本格的に始動。開拓・建設のために多くのレプリロイドが、衛星ムーンへと送られていった。
本計画のために新たに誕生した“新世代型レプリロイド”は、DNAを利用することによって誰にでも変身できるという脅威の性能を備えていた。それは、あの滅んだはずの“シグマ”のDNAも例外ではなかった。
そして、計画が段々と進む中、またしても勃発するイレギュラー群の反乱。エックスは事態の究明のため、ゼロやアクセルと共に宇宙へと向かう。

## ゲーム内容

### システム
クラッキング
一部の敵のリフレクト（バリアを張る、盾を構えるなどで防御している状態）を破壊する攻撃。エックスはフルチャージショット、ゼロはZセイバー連続攻撃の三段目、アクセルはアクセルバレットの連射8発目（色の違う弾）で可能。他、一部の特殊武器や必殺技などにも潜在的にクラッキングの能力を備えているものがある。ゼロのTブレイカーによる攻撃などといったリフレクト無視攻撃はクラッキング攻撃ではない。
ダブルヒーロー
前作『ロックマンX7』に引き続き、エックス、ゼロ、アクセルから任意に2人選んでステージを攻略するダブルヒーロー制が採用されている。これを前提としたシステムのため、ライフアップで完全強化してもプレイヤーキャラクター1人あたりの体力量はステージボスの半分強程度にしかならない（最大値36メモリ。ステージボスの体力は64メモリ）。また、『X7』のように片方がアウトになった時点でミッション失敗ではなく、片方でも生きていればミッションを続行できる（トゲや穴などによる一発アウトは例外）。そのほかにも、2人のキャラクターがタッグを組んで戦う下記の新システム・新アクションが追加されている。
ダブルアタック
イレギュラーハンター2人による同時攻撃。アタックゲージ満タン時にR2ボタンを押すことで衝撃波が出現、一定の範囲内に敵がいた場合に発動する。画面内の全ての敵に大ダメージを与える。なお、待機中のプレイヤーキャラクターのライフゲージが0の場合アタックゲージは「リバイブゲージ」に転換され、満タンになった時点で自動的に待機中プレイヤーのライフ充填に使用される。
エクストラフィニッシュ（EXF）
ボスにダブルアタックでとどめを刺すこと。通常のダブルアタック発動時は背景が緑色だが、EXF時には橙色になり、効果音も変わる。また、EXFを行ってクリアしたステージには、ミッションリザルト画面やレコード画面で「EXF」マークが付けられる。また、ハンターランクにも影響する。
レスキューチェンジ
敵の攻撃によって身動きが取れなくなった場合、L2ボタンを押すことで待機中のキャラクターが救出、そのままプレイヤーチェンジとなる。敵の継続的攻撃を早々に脱出することができる。なお、本アクションは待機中のプレイヤーキャラクターのライフゲージが0の場合使用できない。
リカバリーゲージ
前作では待機中のキャラクターの体力が自動回復することは無かったが、本作では待機中のキャラクターは、徐々に体力ゲージが回復する（ダメージを受けた直後の、ゲージが赤い部分のみ）。その回復速度は、戦闘中のキャラクターがどれほど活躍した行動をとっているかに比例して増減する。これを利用して適度に交代しながら進んでいけば、ライフの減少を抑えることができる。

## 登場キャラクター
声優表記は「日本語版 / 英語版」。

### メインキャラクター
前作と比べキャラクターグラフィックがスリムにアレンジされており、ディティールにもその変化が表れている。プレイヤーキャラクターが3人なのに対し、オペレーターはそれぞれのプレイヤーキャラクターに適応した能力と性格を持つ3人という設定になっている。

#### イレギュラーハンター
エックス（X）
声 - 櫻井孝宏 / マーク・ギャサ
イレギュラーハンター元第17精鋭部隊隊長。以前に比べ、やや大人びた印象になった。ハンターとしての活動を休止していた『X7』とは違い、オープニングステージから使用できる。
ゲーム内では、3人の中では攻撃力、防御力ともに安定している。しかし2人に比べノーマル状態だと固有能力に乏しく、また真上や足元へ攻撃がしにくいという短所がある。
ゼロ（Zero）
声 - 置鮎龍太郎 / ルーカス・ギルバートソン
イレギュラーハンター元第0特殊部隊隊長。沈着冷静にイレギュラーを排除する特A級ハンター。レイヤーの好意に気づかないでいる。
ゲーム内では、高い攻撃力が特徴的だが武器の特性上、敵に接近する必要がある。防御力もエックスに比べて若干低い。固有アクションとして、2段ジャンプがある。また、Zセイバーが5連撃まで可能になった。
アクセル（Axl）
声 - 高山みなみ / ジェフリー・ワトソン
製作者不明の新世代型レプリロイドのプロトタイプ。自警集団レッドアラートの元構成員であり、唯一の生き残り。様々な銃の扱いに長け、相手の外見も性能もコピーする特殊能力を持っている。
普段は表には出さないが自分の出生について気になっているらしく、独自で調べているらしい。性格や行動パターンがやや幼く、無鉄砲なところがある。前作ではエックスと衝突が絶えなかったが、現在ではお互いを理解し仲間と認めてもらっている。
ゲーム内ではローリング、ホバー移動、Aトランスといった多くの特殊技を使用することができる。だが防御力は低く、バレットの単発の攻撃力は低いものの、一瞬の隙も見せない素早い連射が可能である。
シグナス（Signas）
声 - 岩鶴恒義 / ロジャー・ローズ
イレギュラーハンター総監。戦闘能力は高くないが、現存するレプリロイドでは世界最高の精密度を誇るCPUを搭載し、その卓越した頭脳でハンター組織を指揮、統括する。
本作ではステージ終了後のリザルトにのみ登場する。
エイリア（Alia）
声 - 笠原留美 / マリエット・ソルイーテル
『ロックマンX5』でレプリロイド工学の研究員から引き抜かれ、イレギュラーハンター本部に勤めているオペレーター。
ルート解析からボス戦のサポートまで幅広く行うことができる。
今作から髪の毛がショートカットから肩まで伸び、アーマーも変更された。特にバストのラインが一層人間女性の乳房らしくなり、相乗してスタイルも格段によくなった。
なお、髪型の変更はキャラクターデザインを行ったスタッフの趣味とのこと。
バスターを装備できる機能も備えており、戦闘も可能である。
レイヤー（Layer）
声 - かわたそのこ / メレディス・テイラー・パリー
パレットと共に初登場のナビゲーター。エイリアの後輩で、パレットとは養成学校で同期。サポートは、ボスや中ボスの攻撃パターン解析や弱点の検索など、戦闘に関わるものを得意とする。褐色の肌に目を覆うほど伸ばした紫色の髪、左目の下にある泣きぼくろが特徴。
グラマラスな体型に大きなバスト、下乳を露出させたセクシーなボディをしている。ゼロを前にして顔を赤らめるなど彼に好意を持っている一面も見られる。
オペレーター3人娘の中では一番大人びた雰囲気を纏っているものの、緊急事態が発生すると普段の冷静なイメージが崩れ、かなり慌てることがある。
レイピアを標準装備しており、戦闘も可能である。
『X Dive』では、上記の特徴の姿で登場する他、季節限定の「艶夏のレイヤー」も登場する。本編のゼロと同様のラーニング技「連葉断」と「天照覇」のアクティブスキルを持つ。
パレット（Pallette）
声 - 三間はるな / クリス・シムズ
レイヤーと共に初登場のナビゲーター。経歴はレイヤーに同じ。サポートは、隠しルートの解析やレアメタルの探索など、アイテム開発に関わるものを得意とする。
レアメタルで武器等の開発を行うことができ、その際には眼鏡をかけている。
のんびりした口調で外見・内面共に幼さが垣間見えるが、チップ開発に携わる等、理知的な一面も持つ。
経歴上、エックスとゼロには先輩である理由からか「さん」付けかつ敬語を使い、アクセルに対しては呼び捨てかつ友達感覚で接する。
銃器を扱うことができ、戦闘も可能である。
『X Dive』に登場。本編のアクセルと同様の特殊武器「ブラックアローショット」と「プラズマスタンガン」のアクティブスキルを持つ。

#### 首謀者
VAVA V（ヴァヴァ・ペンテ）
声 - 麦人 / ロジャー・ローズ
元イレギュラーハンター第17精鋭部隊所属でエックスとゼロとはかつての同僚。再度シグマの配下として、2度目の復活となった。
過去に比べて狂気を孕んだ異常性と残虐な性質が強調されており、破壊を楽しんでいる様子が見て取れる。また、ボディデザインが一新されており、これまでの無機質さを強調した身体から人間のような体格へと変更されている。ボディのカラーリングは緑色を基調としており、声に幾分エフェクトが掛かっているのが特徴。
今作ではヤコブ管理官であるルミネを連れ去る他、時折各ステージに姿を現し、エックスと仲間たちの前に立ちはだかる。ヤコブのボスとして登場するも敗れ、最終的には専用ライドアーマー「デビルベア（Devil Bear）」を繰り出し、己の身を滅ぼす覚悟で参上した。
上記の通り、各ステージに乱入して登場し、条件が揃えば計6回は対峙することになる。また、ハードモードでは最後の戦闘後にイベントが発生し、パートナーキャラの使用をしばらく封じられる。
シグマ（Σ / Sigma）
声 - 麦人 / デイブ・ペティット
かつてはイレギュラーハンター第17精鋭部隊の隊長。高い戦闘能力と優秀な頭脳を持ち、幾度も世界征服を企んで来た、世界の脅威。
本作ではルミネ誘拐に伴う新たな計画にて暗躍する。また、新世代型レプリロイドの能力を利用してのコピー体を幾つも配置していたが、本体に満たない戦闘力によってエックスと仲間たちには見破られていた。
これまでと違い、人型形態のみの戦闘だが、全身が変色し、角の生えた悪魔のような異形の姿となっている。本体の名は「シグマ（ムーンボディ）（Sigma（Moon Body））」。新世代レプリロイドを「自身の子ども達」と称する。イージーモードの最終ボス。なお、ハードモードでは戦闘中にイベントが発生し、さらに新たな必殺技が追加される。ゲートウェイでは、彼のコピーがボスとして立ちはだかる（作中では、このコピー体が第一形態のような扱いとされている）。
コピー体ボディのカラーリングは『ロックマンX』の第一形態のものを（そのデザインと共に引き継ぐかのような形で）比較的踏襲したものとなっており、武器となるビームセイバーも初期と同様 腰に装備されているのが特徴。
シリーズでも異色であり最終ボスではなく、今回は敗北の際にその事を強く悔い、苦しみながら完全に消滅（デリート）した。
ゼロ自身は、ルミネの「シグマは役目を果たした」という発言を受けて、「シグマの奴が現れる事はもうあるまい」と、以後のシグマ復活がもしかしたら不可能かもしれないという判断を下している。
ルミネ（Lumine）
声 - 野田順子 / エリノア・ホルト
新世代型レプリロイド。ヤコブの管理者。中性的な容姿をしており、両側が波掛かった紫の頭髪が特徴。ボディのカラーリングは白を基調としている。胸部中央の亀甲状の水晶体がトレードマークとなっている。
他の新世代型とは違い、変身せずに能力だけをコピーできたり、シグマと対極的な天使を模倣した形態に変身する。
シグマやVAVAに拉致されてしまうが、その過程でイレギュラーの意識が芽生え、自ら闇へと身を落とす。以後は狂気に満ちているとも取れる言動を示すまでの変貌を遂げる。
彼ら新世代型レプリロイドの機能を司るコピーチップは、数多くの旧世代型のデータを生まれ付き保有し、その中にはシグマも含まれるのだという。 そのためルミネを始めとする新世代型レプリロイドは、いつでもシグマのように自分の意思でイレギュラーになれるらしい。
ノーマルモードとハードモードでは最終ボスとして登場。新世代レプリロイド達の世界を創造するため、シグマを倒したエックスと仲間たちの前に現れる。
第一形態では8体の新世代型レプリロイドの能力を駆使し、さらに最終形態では画面全体を徐々に暗闇で包み、暗闇が全体を包むと無条件でミスになる必殺技「パラダイス・ロスト」を使用する。

### ボスキャラクター
各ステージの最奥に潜む新世代型レプリロイド達。本来持つ自身の戦闘能力だけで挑んでくる。
本作のボスは必殺技を個々持っており、体力が減ると使ってくる。発動中は無敵で、難易度がイージーモードでは使用してこないが、ハードモードではノーマルモードよりも早い段階で使用し、ある程度時間が経過すると何度でも使ってくる。なお、必殺技を使う前に倒すことは不可能であり、必ず体力が1残る。

#### メインボス
斜体は異名。終盤のボスラッシュでは従来と違い、彼らをコピーした他の新世代型レプリロイドと戦うことになる。
電脳深部からの刺客 オプティック・サンフラワード（Optic Sunfloward）
声 - ターキー / エリノア・ホルト
日本国外の英名では「オプティック・サンフラワー（Optic Sunflower）」と表記される。
元々は新世代型レプリロイドの訓練施設「ヘリオス」を統轄するひまわり型レプリロイド。
超高性能AIを備えているが、発言内容があまりにも高次元なため、周りから理解されないという意味で、他のレプリロイドとは会話が成立しない。自分をイレギュラーだと自覚しているらしいが、有効なコードであるため処分する権利は誰にも無いと主張する。
ある程度の空間支配能力を持ち、レーザーや相手を拘束する球体が武器。ダミーの分身を作ったり、頭部が分離可能。また、人工衛星にアクセスして衛星軌道上からレーザーを発射させる「アースクラッシュ（Earth Crush）」が必殺技。
彼のステージではある条件を満たすと、初代ロックマンのボス「カットマン」が当時のグラフィックで現われる（BGMや背景も当時のままだが、ブロックのみポリゴンである）。
時空間の歪曲者 グラビテイト・アントニオン（Gravitate Ant-Onion）
声 - 石田隼大 / ロジャー・ローズ
日本国外の英名では「グラビティ・アントニオン（Gravity Antonion）」と表記される。
新世代の蟻型レプリロイドで反重力研究所「プリムローズ」主任研究員。
設備のコントロールのためにAIが強化された頭脳明晰の芸術家肌。非常に理知的で神経質、会話も丁寧。しかし丁寧で穏やかな物腰の中に相手を蔑む態度が見られ、自分の目的の邪魔となる存在は排除が当然だと思っている。周りの評価を気にもせず自らの探究心と自己満足を優先する典型的なマッドサイエンティスト。
部屋の重力の向きを変える能力を持つうえ、かなりの怪力の持ち主。大量のキューブを降らせる「キューブフォールズ（Cube Falls）」が必殺技。
闇に潜む凶刃 ダークネイド・カマキール（Darkneid Kamakil）
声 - 岩鶴恒義 / トミー・ジェームス
日本国外の英名では「ダーク・マンティス（Dark Mantis）」と表記される。
蟷螂型レプリロイド。シグマの企てた反乱に参加した新世代型レプリロイドで、砂漠の地下兵站基地「ピッチブラック」の警備担当。
暗闇で行動できる性能を持ち、多くの侵入者を闇に乗じてその凶刃で葬ってきた。残虐かつサディストな性格で、自分の鎌で苦しんでいる者を見ることを喜びとする。ゼロとの会話ではシグマを失望させたゼロを哀れむような言い方をする。
必殺技は巨大なビーム状の鎌で周囲を薙ぎ払う「デスイメージ（Death Image）」。ハードモードでは技使用後にビーム状の鎌を装備したままになる。
なお、ステージ内でとある条件を満たすことで、登場の仕方が変化する。
高電圧の漂流者 ギガボルト・ドクラーゲン（Gigabolt Dokragen）
声 - 三間はるな / マリエット・ソルイーテル
日本国外の英名では「ギガボルト・マンオーウォー（Gigabolt Man-O-War）」と表記される。
都市のエネルギー供給を担当している新世代のクラゲ型レプリロイド。
通常はおっとりとした性格で無口、というよりも無気力に近い。しかし一度熱中すると急にハイテンションになり、周囲のことをまるで気にせず暴れまわるなど、不安定な一面もある。シグマの命令に従い、「ダイナスティ」を英語の奇声を上げて飛び回りながら破壊活動を行っている。そして自分がしている事に少しも疑問を感じていない。
必殺技は上空から広範囲に電流を降らせる「サンダーダンサー」。
なお、彼を倒した後、ダイナスティに彼にコピーした新世代レプリロイドが現れる。ダイナスティはその攻略方法もあって、唯一アーマーパーツが配置されていない（代わりにオープニングステージにある）。
灼熱の鶏冠 バーン・コケコッカー（Burn Kokekokker）
声 - 工藤恭造 / ジョナサン・ラヴ
日本国外の英名では「バーン・ルースター（Burn Rooster）」と表記される。
廃棄物処理場「ドロップデッド」で働く新世代ニワトリ型レプリロイド。
自分の仲間をイレギュラーとして処分したイレギュラーハンター達に深い恨みを持っている。怒りのあまり頭に血が上っている様子で、やや狂的な部分が見える。本人曰く、処分されたイレギュラーの恨みの声が聞こえるらしい。
クラッキング以外の攻撃を受け続けると強くなる能力を持つ。登場時は制御装置らしき物体を蹴飛ばしている。正々堂々とした真っ向勝負を好み、その攻撃も体術を応用したものを多用する。
必殺技は炎の柱で壁蹴りを封じる「フレイムトルネード（Flame Tornado）」。
倒してもすぐにステージクリアとならず、転送可能地点まで脱出する必要がある。
永久凍土の番人 アイスノー・イエティンガー（Ice-Snow Yetinger）
声 - 佐々山洋一 / デイブ・ペティット
日本国外の英名では「アバランチ・イエティ（Avalanche Yeti）」と表記される。
新世代イエティ（雪だるま）型レプリロイド。南極の環境試験センター「セントラルホワイト」の管理者で、世界の環境悪化を案じている。
争いをせずに事を済ませたいと考える平和主義者である。しかし降りかかる火の粉には全力で立ち向かう覚悟を持ち、己の理想・信念は決して曲げることはないという徹なる一面もある。新しい世界の創造というシグマの理想に共鳴し、新世代型の蜂起に参戦する。
必殺技は巨大な雪の結晶を撃破まで永久に降らせ続ける「スノーアイゼン（Snow Eizen）」。
鉱脈に棲む蟲 アースロック・トリロビッチ（Earthrock Torirovich）
声 - 工藤恭造 / ランドール・ウィーブ
日本国外の英名では「アースロック・トリロバイト（Earthrock Trilobyte）」と表記される。
レアメタル鉱山「メタルバレー」でクリスタルの採掘を行う新世代型三葉虫レプリロイドで、ヤコブ計画を始めとする宇宙開発に必要な資源を手がけ、発掘現場を制圧し、貴重な資源をシグマに送り届けていた。
非常に強い選民思想の持ち主で、旧式のレプリロイドに対して高圧的な態度で振舞い、エックスやゼロ、完全なコピー能力を持たないアクセルをポンコツ扱いする。常に被っている外殻は絶対的な防御力を持つ。壁を作って相手を押しつぶす「ウォールウェーブ（Wall Wave）」が必殺技。
墜ちた森の巨人 バンブー・パンデモニウム（Bamboo Pandemonium）
声 - 万田さざめ / ジョナサン・ラヴ
日本国外の英名では「バンブー・パンダモニウム（Bamboo Pandamonium）」と表記される。
新世代パンダ型レプリロイドで宇宙開発の資料などを管理する役目を担う。
現在は「ブースターズフォレスト（別名:廃ロケットの森）」で物思いに耽っている。おっとり、のんびりとした外面であるが、自己に忠実で相手の事を顧みない性格。世界が滅んでいくことを深く悲しんでいるものの、世界が滅びたがっていると思っており、世界が望むように新世代型による新しい世界を作ってやろうという歪んだ思想を持っている。しかし、それがイレギュラーな考えだとも自覚している。
遠距離、近距離両用のボスで、必殺技の「葉断突」は本作ボスの最強クラスの威力を持つ。ステージ中で戦う際はライドアーマーで挑むことが可能。ボスラッシュの際は歩いて出現する。

#### その他のボスキャラクター
クラブズ-Y（Crabz-Y）
オープニングステージのボス。警備用の巨大カニ型メカニロイド。水陸両用で、水の中からも攻撃を仕掛けられる。腕のハサミはキャラクターを捕らえることが可能。オープニングステージの森エリア・滝エリア・基地内部の合計3回戦うことになる。3戦目はクラッキングが必要になる。情報収集用のメカニロイド、クラブ-Kを射出することもある。

## インターミッション
一定の条件で出現する、リトライ数無限のミニゲーム。中には1人しか出撃できないものもある。
ノアズ・パーク
ひたすら出現するメカニロイドを処理していく。次第に出現する数が増えていく。倒した敵の最高数が記録される。時々クラブズ-Y（ノアズパークのボスメカニロイド）の腕のパーツが妨害してくる。これはある方法で破壊可能であり、これを破壊するとクリアとなる。
トロイア・ベース
終盤の「ゲートウェイ」と酷似したステージ。2人で出動可能で制限時間以内にボスキャラクターを殲滅する。ある条件下でボスを一体倒すと、大量のメタルが貰える。殲滅までかかった時間が記録される。制限時間を過ぎると無条件でミスになるうえ、ボスが登場するシーンでも時間が経過している。
セントラル・ホワイト
あるコースを走るタイムアタック。耐久力がある大きな壁がある。最短記録が記録される。
ドロップ・デッド
地下へ延々と降下する。最長深度が記録される。

## エックスの能力

### 特殊武器
エックスは8ステージの各ボスを倒すとそのボスが所有する特殊武器を入手できる。また、アームパーツの入手によりチャージが可能になる。発動時に技名を叫ぶ。本作では地上でしか発射できないものが多い。
※名称の記述は「入手する特殊武器 - 所有するボス」とし、以下に述べる
シャイニングレイ（Shining Ray） - オプティック・サンフラワード
地上でのみ使用可能、一部の壁で反射する。
通常 - 光の弾を真上に放つ。弾は上空で花火のように弾け、8方向に拡散する。発動中は動けないため隙だらけになる。
チャージ - 2回に分けて拡散する光の弾を真上に放つ。最初は4方向に拡散し、その後さらに各弾が8方向へ拡散する。通常時に比べて圧倒的に攻撃範囲が増している。
スクイーズボム（Squeeze Bomb） - グラビテイト・アントニオン
通常 - 敵の特定の攻撃を吸収するブラックホールを出現させる。弾速は遅いが、射程は思いのほか長い。ブラックホール全体に攻撃判定があるが、一体の敵に対して与えられるダメージは一発のみである。貫通能力は無い。
チャージ - 画面全体にブラックホールが広がり、画面内にいる全ての敵の攻撃を吸収する。空中では発動できない。吸収するまでにはラグがあり、その間エックスは完全に無防備となる。また、攻撃性能はない。
シャドウランナー（Shadow Runner） - ダークネイド・カマキール
通常 - 自分を取り巻くような、不思議な軌道をとるブーメランを放つ。正面に敵がいる場合、その敵に対して取り巻くような軌道をとる。背後にいる敵には反応しない。敵に当たらず、そのまま戻ってくる場合エネルギーは消費されない。
チャージ - 威力の増したブーメランを、前方に三発、後方に二発、計五発同時に放つ。貫通性も増しており、多くの敵を巻き込むことができるが、その軌道は特異的である。
サンダーダンサー（Thunder Dancer） - ギガボルト・ドクラーゲン
通常 - 高さに関係なく、近くの敵に向かって行く電撃を射出する。電撃は当たった敵の近くの敵に連鎖する特性を持つ。
チャージ - 威力の増した電撃を三連続で射出する。射程が多少短くなっている。
メルトクリーパー（Melt Creeper） - バーン・コケコッカー
地上でのみ使用可能。
通常 - 地を這って進む炎を放つ。炎は地面に沿って進み、崖下に落ちても持続する。一定の距離に達すると消える。壁に当たった際は、巨大な火柱を立てる。
チャージ - 両側にメルトクリーパーを放つ。
ドリフトダイヤモンド（Drift Diamond） - アイスノー・イエティンガー
通常 - 敵を凍らせる氷の弾を、斜め上と斜め下に同時に発射。バスターとの併用で広範囲をカバーできる。凍結能力を持つ特殊武器は、『X2』に登場したクリスタルハンター（クリスター・マイマインを倒して獲得）に続く2つ目。
チャージ - エックスを取り巻く氷のバリアが発生。バリアとあるが、敵の攻撃を防御する能力はない。バリアは敵に一定値のダメージを与えると消滅する。
クリスタルウォール（Crystal Wall） - アースロック・トリロビッチ
地上でのみ使用可能。
通常 - 目の前の床に、敵の特定の攻撃を跳ね返すクリスタルの壁を出す。跳ね返すとあるが、敵にカウンター攻撃を行うことはなく、攻撃を弾くのみである。触れるか、しばらく経つと倒れる。一部のボスの必殺技の範囲を制限できる。
チャージ - 通常時より大きくなったクリスタルの壁を出す。武器自体の効果は同じだが、新たにアイテムを掘り出すという性能が加わっている。アイテムは特定のものを除いてランダムに出現する。
グリーンスピナー（Green Spinner） - バンブー・パンデモニウム
通常 - 正面に進む大型ミサイルを発射する。ミサイルは進んでいくうちに少しずつ大きくなり、一定の距離に到達すると大爆発を起こす。他、壁に当たった時にも起こる爆風で、多くの敵を巻き込むことができる。敵を貫通する。クラッキング効果が付与されている。
チャージ - 上空にミサイルを撃ち上げ、ラグを置いて落下してくるミサイルで画面大半を攻撃する。実際はミサイル自体よりも、地面に到達した際に起こる爆風のほうが攻撃の要になる。通常時と同じく、クラッキング効果が付与されている。ただし上に足場や障害物があるとそこで爆発し、地上に届かない場合がある。地上にいる時でしか発動できない。

### アーマー
今作は、全アーマーの基礎となるニュートラルアーマーの各部位に、アーマーパーツを装備させることでエックスを強化する。各部位のパーツは組み替えることが可能で、一定のカスタマイズができる。また、登場するアーマーの効果は、各部位を特定のパーツで統一することで機能する。ただし、アルティメットアーマーは一つのものとして完成しているため、組み替えることはできない。

#### ニュートラルアーマー
最初にカプセルを訪れた際に受け取る灰色を基調としたアーマー。このアーマーをベースに各パーツ・アーマーを装備することでパワーアップが可能。無装備の状態では、エックスを強化する効果はない。

#### イカロスアーマー
赤色を基調とするアーマー。戦闘力を重視した能力を多く備えている。パーツ統一によるアーマー装備時、エネルギーの放出によって画面内の敵を一掃するギガクラッシュが使用可能になる。
ヘッドパーツ I
ジャンプ中、頭上の敵に攻撃するヘディング攻撃が可能。特殊な地形も破壊できる。
ボディパーツ I
ダメージを半減し、のけぞりを回避する。また、ダメージが全てリカバリーゲージになり、リカバリーゲージも時間経過で減らなくなる。
アームパーツ I
ノーマルショットが、通常のエックスの一段階チャージショットになる。フルチャージショットが、破壊力・貫通性に優れたレーザー状のチャージショットになる。発射すると一定時間攻撃し続けるが、その間は一切動けない。また、特殊武器がチャージ可能になる。
フットパーツ I
通常よりも高くジャンプできる。

#### ヘルメスアーマー
青色を基調とするアーマー。機動力を重視した能力を多く備えている。パーツ統一によるアーマー装備時、各パーツ能力を一定時間飛躍的に強化するエクスドライブが使用可能になる。
ヘッドパーツ H
チャージに必要な時間が通常の半分になる。
ボディパーツ H
一定値以下のダメージを受けなくなる（ただし、のけぞりは回避できない。また、つかみダメージは防げない）。リカバリーゲージが時間経過で減らなくなる。ダメージを受けると、ダメージ分のメタルを入手する。
アームパーツ H
フルチャージショットが、3方向に拡散する（敵2体まで貫通し、クラッキング可能）攻撃になる。また、特殊武器のチャージが可能になる。
フットパーツ H
歩く速度が早くなり、ダッシュ中特定の攻撃に対して無敵になるインビジブルダッシュができるようになる。

#### アルティメットアーマー
紫色を基調とするアーマー。全アーマーの中で最高の性能を誇る。
アーマー装備時、空中でのみ強力なエネルギーを纏ってのエアダッシュアタックを繰り出すノヴァストライクが使用可能になる（一定時間で回復）。見た目に関しては、『X4』から前々作『X6』まで登場した物とは異なり、ニュートラル・イカロス・ヘルメスを紫色基調としたものになっている。
『ロックマンX アニバーサリー コレクション2』では「ファイナルアルティメットアーマー」と呼称されている。
ヘッドパーツ U
地上で+特殊武器ボタンで昇竜拳を繰り出す。ゼロ、レイヤーのものに比べて攻撃範囲は狭い。また、発動中は無敵時間が発生しない。
昇竜拳の技はX2以来となるが、こちらはケンのような火炎属性ではなくリュウと同じく通常属性のものになっている。
ボディパーツ U
ダメージを半減し、のけぞらなくなる。また、ダメージが全てリカバリーゲージになり、リカバリーゲージも時間経過で減らなくなる。
アームパーツ U
フルチャージショットが、ヒットするとその場で停滞するプラズマを残すプラズマチャージショットになる。画面内に残るプラズマの数に制限はない。エネルギーを消費せずに特殊武器が使用可能になり、特殊武器のチャージも可能。
フットパーツ U
イカロス、ヘルメス両アーマーのフットパーツの特質を持つ。

## ゼロの能力

### 必殺技
ゼロは、ボスを倒すと必殺技（一部、特殊武器）を会得する。エックスとは違い、その大半は武器ゲージを消費せずに使用することができる。技の多くはコマンド入力によって発動する。デフォルトの設定では、通常攻撃ボタンが□ボタン、特殊攻撃ボタンが△ボタンである。また、同じコマンドでも装備する武器により技が変化する。
ラーニングする技 - 習得しているボス
天照覇（てんしょうは） - オプティック・サンフラワード
地上で+特殊攻撃ボタン：縦方向全体に光の攻撃を放つ技。ギガアタック的攻撃ではあるが、無敵時間は発生しない。シグマブレード装備時は消費エネルギーが軽減される。
重波斬（じゅうはざん） - グラビテイト・アントニオン
地上で特殊攻撃ボタン：強力なパワーを纏った武器で、ゼロを中心に扇状の範囲に攻撃する技。敵のリフレクトを無視して攻撃可能。装備武器によって攻撃範囲が変わる。
大烈鎚（だいれっつい） - 同上
同上：Tブレイカー装備時に使用可能。目前に力強く武器を叩きつける。重波斬同様、敵のリフレクトを無視して攻撃可能。特定の地形を破壊することができる。
岩斬波（がんざんは） - 同上
同上：Kナックル装備時に使用可能。拳を床に叩きつけ、前方に衝撃波を発生させる。重波斬や大烈槌に比べて隙は少ないが、リフレクトを無視することはできない。
螺刹旋（らせつせん） - ダークネイド・カマキール
空中で特殊攻撃ボタン：その場で数回転し、敵に斬撃を与える。装備武器によって攻撃範囲・リーチが変わる。使い勝手のいい技。ただしある操作を行うと永遠に上昇し続けるバグが発生する（下記の旋風脚も同様）。
旋風脚（せんぷうきゃく） - 同上
同上：Kナックル装備時かつ空中で使用可能。その場で横回転し、敵に脚による攻撃を与える。使用時の掛け声は「竜巻旋風脚」。螺刹旋と共通して、使用中に↓を押すと降下する。
雷光閃（らいこうせん） - ギガボルト・ドクラーゲン
ダッシュ中に特殊攻撃ボタン：閃光のように移動し、ラグを置いて発生する電撃で敵を攻撃する。移動中は特定の攻撃に対して無敵になる。空中でエアダッシュの飛距離が伸びるが、螺刹旋とコマンドが似ているため暴発しやすい。
雷迅拳（らいじんけん） - 同上
同上：Kナックル装備時に使用可能。閃光のように移動し、前方に稲妻を纏ったアッパーを放つ。また、特定の地形を破壊することが出来る。発生した雷撃をヒットさせることによって、メタルやレアメタルを回収することができる。
焔降刃（えんこうじん） - バーン・コケコッカー
空中で+特殊攻撃ボタン：炎を纏った武器で真下を攻撃する、空中専用技。『X5』のゼロの技、断地炎に似ている。
焔降脚（えんこうきゃく） - 同上
同上：Kナックル装備時に使用可能。炎を纏った脚で斜め下を蹴り倒す、空中専用技。
『イレギュラーハンターX』のVAVAモードにおいて最終ボスであるゼロがよく似た技を使用してくる。
氷龍昇（ひょうりゅうしょう） - アイスノー・イエティンガー
地上で+特殊攻撃ボタン：氷を纏った武器を振り、上昇する技。装備武器によって攻撃範囲が変わる。
昇竜拳（しょうりゅうけん） - 同上
同上：Kナックル装備時に使用可能。氷を纏った拳を突き上げ、垂直に上昇する技。
烈鏡断（れっきょうだん） - アースロック・トリロビッチ
武器の刃の色が緑色からオレンジ色に変化し、敵の特定の攻撃を弾くことができるようになる。
絶鏡断（ぜっきょうだん） - 同上
Bファン装備時に使用可能。敵の特定の攻撃を跳ね返し、敵にダメージを与えることができる。
葉断突（ようだんとつ） - バンブー・パンデモニウム
地上で（または）+特殊攻撃ボタン：武器を突き出し、前方に攻撃する技。装備武器によってリーチが変わる。発動時、一歩前へ出るため間合いが重要。
連葉断（れんようだん） - 同上
同上：Dグレイブ装備時に使用可能。その場で連続して葉断突を突き出す。

### 専用武器
ゼロは初期装備のZセイバー以外にも武器を取得する。一部の必殺技が変化する。
Dグレイブ（D Glaive）
ドゥルガーグレイブ。薙刀状の武器。3連撃が基本で中〜遠距離への攻撃を得意とする。なお、攻撃判定は先端の刃の部分のみで、柄の部分に攻撃能力は無い。3段目の攻撃はボタン連打で長時間続く。
Σブレード（Σ Blade）
シグマブレード。シグマが使っていた剣をコピーしたもの。ある条件を満たすと使用可能。特出した破壊力を持ち、攻撃力もリーチもZセイバーを凌ぐ。また、常時クラッキングが発動する。
『X DiVE』ではデザインが同じ武器アイテム「ドゥーム」の名称として登場する。
Bファン（B Fan）
バショウファン。扇状の武器。両手に一つずつ持つ。装備中、静止することによって特定の攻撃をはね返すバリアを張る。武器のリーチはZセイバーよりやや短い。
Tブレイカー（T Breaker）
タイタンブレイカー。ハンマー状の武器。破壊力が高く、敵のリフレクトを無視して攻撃可能。特定の技によって特定の床を破壊することができる。大振りのため1回しか攻撃出来ない。武器のリーチはZセイバーよりやや短い。
Kナックル（K Knuckle）
カイザーナックル。肉弾戦を得意とするナックル。多くの特殊技を使えるようになる。武器のリーチはZセイバーより短いが、攻撃力は全ての武器の中で最高。

### ブラックゼロ
通称「黒ゼロ」。ある条件を満たすと使えるようになる、ゼロの隠しスタイル。攻撃力が大幅に上昇する、ダッシュの距離が長くなる、歩く速度が早くなるなどと利点は多い。ただし、防御力は低下してしまう。

## アクセルの能力

### 特殊武器
アクセルは、初期装備のアクセルバレット以外に、各ボスを倒すとそのボスが所有する特殊武器を入手できる。アクセルバレット同様様々な方向に撃てる。なお、使ってもエネルギーを消費しない。
入手する特殊武器 - 所有するボス
レイガン（Ray Gun） - オプティック・サンフラワード
敵を貫通する光線を発射する（ただし、地形は貫通しない）。単発の威力は低いが、優れた連射性能による圧倒的手数でカバーできる。ただし、クラッキングはできない。前作にも登場した。
スパイラルマグナム（Spiral Magnum） - グラビテイト・アントニオン
敵や地形などを貫通可能な弾丸を発射する。画面内に1発しか発射できず、連射は不可能。安全圏からの攻撃や盾を持つ敵に対してなどに有効。
ブラックアロー（Black Arrow） - ダークネイド・カマキール
ホーミング性能を持つ黒い矢を発射する。ただしホーミング性能を発揮するには、敵との距離をある程度詰める必要がある。矢は地形に当たると突き刺さり、少しの間だけ攻撃判定が持続する。連射は可能だが、ボタン押しっ放しで連射するよりも手動で連射した方が速い間隔で連射できる。近くに敵がいないと一定距離飛んだあとに下に落ちる。
プラズマガン（Plasma Gun） - ギガボルト・ドクラーゲン
任意の方向に電撃を放つ。電撃にはクラッキング効果がある。射程はかなり短いが、攻撃判定そのものは大きい。
フレイムバーナー（Flame Burner） - バーン・コケコッカー
高威力の火炎を放射して攻撃。スピードが遅く、射程も短めだが、連射性能は高い。また、単発の威力もアクセルバレットより上。
アイスガトリング（Ice Gatling） - アイスノー・イエティンガー
氷の弾を撃ち出すガトリング砲。これで倒した敵は凍り付く。クラッキングは不可能。 連射性能が高い。
バウンドブラスター（Bound Blaster） - アースロック・トリロビッチ
地形に当たると反射する弾を発射する。反射する方向はランダム。 連射性能そのものは高いが、画面内に3発までしか発射できない。 単発の弾の威力はアクセルバレットよりも高い。
ブラストランチャー（Blast Launcher） - バンブー・パンデモニウム
アクセルの武器の中では唯一、引力に影響される特殊武器。爆弾を発射し、着弾して少し経つか敵に直撃させると爆発する。アクセルの特殊武器の中では最も威力が高く、爆弾と爆風にはクラッキング効果がある。

### Aトランス
前作ではDNAコアを取ると強制的に発動してしまうものだったが、今作ではDNAコアを取ると特殊技にAトランスが追加され、好きなタイミングで発動可能になった。さらに任意のタイミングで解除することも可能になっている。DNAコア効果発動中は、武器エネルギーゲージが少しずつ減っていく。

### ホワイトアクセル
通称「白アクセル」。ある条件を満たすと使えるようになる、アクセルの隠しスタイル。ダッシュの距離が長くなり、速度も上がる。更にホバーショットの時間及びAトランスの使用時間が無制限となる。この時、顔にあるはずの傷が無くなっている。髪の毛が紫、ボディの色が白くなっており、どことなくルミネを思わせる。ボディが白いため、ブラックゼロに対してホワイトアクセルなどと呼ばれる。

## サポートマシン

### ライドアーマー
サイクロプス（Cyclops）
作業用ライドアーマーを、大規模施設の電子災害用に改造したもの。カラーリングは青。パンデモニウムステージでのみ登場。ブロー、アッパーブローといったパンチが主要攻撃であり、チャージすることで6連続パンチのギガブローを放つ。また、暴走した電子設備を停止させる装備・超電磁ナパームで敵の動きを封じる事もできる。敵の弾をはじき返す装甲を備え、ダッシュ、エアダッシュも可能な機動力を持つ。ザコ敵を踏み潰すギガトンプレスも使用可能である。
ゴーレム（Golem）
サイクロプスの量産型で、敵のレプリロイドが乗りこなす。カラーリングは薄い茶色。基本的な性能はサイクロプスと同じだが、超電磁ナパームは装備されていない。10%の確率で搭乗者のみが爆発してゴーレムが残ることがあり、サイクロプス同様操ることが出来る。
デビルベア（Devilbear）
VAVA-V専用ライドアーマー。外見はゴーレムのカラーリングを紫にしたものだが、そのパワーは比ではない。連続パンチのデビルラッシュ、急降下による踏み潰し攻撃のデビルスタンプで攻撃してくる。クラッキングすることで一時的に機能停止させられるが、完全に破壊することはできない。
ダイス（Dice）
メットールが使用する、土木作業専用小型ライドアーマー。武器は工事用のネジを3連発で放つボルトショット。

### ライドチェイサー
シリウス（Sirius）
入り組んだ空間を飛びまわることができる小型ライドチェイサー。バーニアの併用によって多方向に高速移動ができる。また、特定のアイテムを入手することでブーストによる加速がさらに可能。
バリウス（Varius）
地表に近い位置を高速で滑走するライドチェイサー。搭乗するキャラクターによってショット攻撃の性能が変わる。

## 参照項目

### オペレーター
本作では隠し要素として、エイリア、レイヤー、パレットの3人をプレイヤーキャラクターとして使用することができる。ただし、彼女達を一人でもプレイヤーとして選択するとオペレーターは無しとなり、また、ボスとの会話やアニメーションが全てカットされる。チップ開発画面で△ボタンでキャラチェンジをすればエックス達同様パワーアップができる。
エイリア
武器：エイリアバスター（Alia Buster）
基本的な操作方法、性能はエックスに準ずる。ただし、アーマー機能は使えない。
レイヤー
武器：レイヤーレイピア（Layer Rapier）
基本的な操作方法、性能はゼロに準ずる。また、チップ開発で彼と同様、他の武器も使用可能。
パレット
武器：パレットバレット（Pallette Bullet）
基本的な操作方法、性能はアクセルに準ずる。ただし、コピーショットやAトランスは使えない。

### ストーリーの差異
ゼロがレイヤーに「地球を滅ぼすためのウイルスを作るためシグマに利用された」と説明するシーンがあるが、『X5』のシグマは「ウイルスを利用してゼロを覚醒させようとした」のであり、ゼロウイルスの発生を狙っていたわけではない。ゼロを利用してウイルスを作り、世界を支配しようとしたのは『X6』のゲイトである。

### キャッチコピー
PlayStation 2版のパッケージ裏には「これはおもしろい！」と記載されている。後の『ロックマンゼクス アドベント』ではこの一文が町の人のセリフとしてオマージュされている。

## 主題歌
テーマソング『WILD FANG』
作詞：yasu&kiyo 作曲：kiyo 編曲・歌：Janne Da Arc
2005年に発売されたアルバム、「JOKER」に収録され、CMソングとしても使用された。
- 本作ではエンディングテーマが存在せず、BGMがスタッフロールで流れる。

## 他機種版
| No. | タイトル                                 | 発売日                      | 対応機種                                     | 開発元                                        | 発売元         | メディア                                     | 型式 | 売上本数 | 備考                            |
| --- | ---------------------------------------- | --------------------------- | -------------------------------------------- | --------------------------------------------- | -------------- | -------------------------------------------- | ---- | -------- | ------------------------------- |
| 1   | ロックマンX8                             | 2006年5月19日               | Microsoft Windows                            | カプコン                                      | ソースネクスト | CD-ROM                                       | -    | -        |                                 |
| 2   | ロックマンX8                             | 2015年12月16日              | PlayStation 3                                | カプコン                                      | カプコン       | ダウンロード （ゲームアーカイブス）          | -    | -        |                                 |
| 3   | ロックマンX アニバーサリー コレクション2 | 2018年7月26日 2018年7月24日 | PlayStation 4 Nintendo Switch Xbox One Steam | カプコン デジタルワークスエンターテインメント | カプコン       | BD-ROM・Switch専用ゲームカード・ダウンロード | -    | -        | 他シリーズの3作品との合同収録作 |

## 関連書籍
- CAPCOM完璧攻略シリーズ37『ロックマンX 8 究極コンプリートガイド』2005年、カプコン ISBN 4906582621
- CAPCOM完璧攻略シリーズ53『ロックマンX8 必勝攻略法』2005年、双葉社 ISBN 4575164402